# Lil Skies
Kimetrius Foose (Chambersburg, 4 de agosto de 1998), conhecido artisticamente como Lil Skies é um rapper e compositor norte-americano.